# Katarzyna Sierakowska
Katarzyna Sierakowska – polska historyczka, badaczka historii społecznej XIX i XX wieku, przede wszystkim okresu I wojny światowej i dwudziestolecia międzywojennego, ze szczególnym uwzględnieniem historii kobiet oraz aspektów gender, ciała, emocji. 
Absolwentka Uniwersytetu Warszawskiego w 1994. Stopień naukowy doktora uzyskała 13 czerwca 2002 w Instytucie Historii PAN, a habilitację i tytuł profesora IH PAN w 2016 roku. Pracuje na stanowisku profesora  w Instytucie Historii PAN, w Zakładzie Historii Społecznej XIX i XX wieku. Autorka książek oraz licznych artykułów w czasopismach naukowych i pracach zbiorowych. Prowadzi zajęcia w Instytucie Historii Uniwersytetu Warszawskiego oraz na Gender Studies im. M. Konopnickiej i M. Dulębianki w Instytucie Badań Literackich PAN. Od 2023 roku przewodnicząca  Rady Naukowej IH PAN.
Została wybrana na członka Komitetu Nauk Historycznych PAN na kadencję 2020–2023. 

## Publikacje
- Rodzice, dzieci, dziadkowie. Wielkomiejska rodzina inteligencka w Polsce 1918-1939, DiG, Warszawa 2003.[7]
- Maternity in Inter-war Poland: visions and realities w: Women`s History Review vol. 14, no 1, 2005, s. 119-131.[8]
- From the Partitions to an Independent State. The Feminist Movement in Poland in the First Half of the 20th Century [w:] Women`s Movements: Networks and Debates in post-communist Coumtries in 19th and 20th Centuries, hg. Edith Saurer, Margareth Lanzinger, Elisabeth Frysak, Böhlau Verlag Köln-Weimar-Wien 2006, s. 475-494.[9]
- Śmierć – Wygnanie – Głód w dokumentach osobistych. Ziemie polskie w latach Wielkiej Wojny 1914–1918, Instytut Historii PAN, Warszawa 2015.[10]

- Rodzina robotnicza w Królestwie Polskim w drugiej połowie XIX i pierwszej XX wieku. Ujęcie kulturowe, w: Rodzina, gospodarstwo domowe i pokrewieństwo na ziemiach polskich w perspektywie historycznej – ciągłość czy zmiana?, red. Cezary Kuklo, Warszawa 2012, s. 323–341.
- Braki w zaopatrzeniu – niedożywienie – głód. Ziemie polskie w latach 1914–1918, w: Wielka Wojna poza linią frontu, Białystok 2013, s. 69–79.
- Przełamywanie stereotypów? Kształtowanie pozycji kobiet w nowych zawodach na łamach czasopism kobiecych (1926–1939), w: Procesy socjalizacji w II RP, Warszawa 2013, s. 263–274.
- Lęk przed śmiercią, bezdomnością, demoralizacją. Polki i Polacy 1914–1918, Przegląd Humanistyczny, nr 6, 2014, s. 7–18.[11]
- Kobieta i mężczyzna w społeczeństwie II RP, w: Metamorfozy społeczne. Społeczeństwo międzywojenne: nowe spojrzenie, red. W. Mędrzecki, J. Żarnowski, t. 10, Warszawa 2015.
- The expulsions from the‘Congress’ Kingdom of Poland and Galicia as seen from personal accounts (1914–18), Acta Poloniae Historica 113, 2016, s. 65-87.[12]
- Girls and Women and the role of sport in different age groups. Poland 1918–1939, The International Journal of the History of Sport 34, 2017, Special Issue 10: Sport in the Peripheries[13].
- Ruch kobiecy w służbie społeczeństwu, Nowe peryferie 2013[4].
- Prababki feministki. Konserwatystki i socjalistki ramię w ramię walczyły o swoje prawa, Gazeta Wyborcza[14].